# 원주 김씨
원주 김씨(原州金氏)는 강원특별자치도 원주시를 관향으로 하는 한국의 성씨이다. 시조 김거공(金巨公)은 고려때 지문하성사(知門下省事)를 역임하고 원성백(原城伯)에 봉해졌다.

## 역사
시조 김거공(金巨公)은 경순왕의 후예로 초명(初名)이 '김자표'(金子彪)이다. 그는 고려때 서리(胥吏)와 내시(內侍)를 거쳐, 1142년(인종 20) 금(金)나라 동경(東京)을 다녀온 후 의종 때 이부상서(吏部尙書)와 지추밀원사(知樞密院事)·판삼사사(判三司事) 등을 거쳐, 고려 의종(毅宗) 때 지문하성사(知門下省事)를 지내고, 원성(原城)의 식읍(食邑)은을 받고 원성백(原城伯)의 봉작(封爵)되었다.  이후 후손들이 원성(原城 : 원주)을 본관으로 삼아 세계를 이어오고 있다.
8세손 김득우(金得雨)는 고려후기 어사대부 신군평(申君平)의 손서(孫壻)이자 신수(申璲)의 사위이다. 고려 말 충주목사(忠州牧使) 예부상서(禮部尙書)를 지냈다. 시호(諡號)는 문정(文貞)이다.
10세손 김연지(金連枝)는 1411년(태종 11) 생원시에 합격하고 벼슬이 지중추원사(知中樞院事)이었으며, 시호가 대경공(戴敬公)이다.
14세손 김응남(金應南)은 문과에 급제하고 벼슬이 좌의정(左議政)이었으며, 호성공신(扈聖功臣)으로 원성부원군(原城府院君)에 봉해졌다. 시호는 충정공(忠靖公)이다.
김응남의 종질(從姪) 김준룡(金俊龍)은 무과 출신으로 벼슬이 병마 절도사(兵馬節度使)였으며 시호는 충양공(忠襄公)이다. 김준룡의 손자 김덕원(金德遠)은 문과 출신으로 벼슬이 우의정(右議政)이었다.

## 본관
원주(原州)는 강원도 남서부에 위치한 지명으로 본래 고구려의 평원군(平原郡) 또는 치악성(雉岳城)인데, 677년(신라 문무왕 17)에 북원소경(北原小京)이었으며 757년(경덕왕 16)에 북원경(北原京)으로 고쳤다. 940년(고려 태조 23)에 원주(原州)로 개칭하였고, 1018년(현종 9)에 군으로 바꾸어 열월군과 제천군을 속군으로 평창현·단산현·영춘현·주천현·황려현을 속현으로 거느린 큰 군이 되었다. 1259년(고종 46)에 일신현(一新縣)으로 강등되었다가, 1260년(원종 1)에 원주군으로 복구되었다.
1269년(원종 10)에 정원도호부(靖原都護府)로 승격되었으며, 1291년(충렬왕 17)에 익흥도호부(益興都護府)로 개칭되었다. 1308년(충렬왕 34)에 원주목으로 승격되었으나, 1310년(충선왕 2)에 성안부(成安府)로 강등되었다가 1353년(공민왕 2)에 원주목으로 회복되었다. 조선에 들어서도 원주목을 유지했으며, 강원도의 관찰사(觀察使) 영(營)이 위치한 행정 중심지였다. 1683년(숙종 9)과 1728년(영조 4)에 잠시 현으로 강등되기도 하였다. 1895년(고종 32) 지방제도 개정으로 23부를 실시함에 따라 강원도의 감영이 폐지되고 충주부 소속의 원주군이 되었다가, 1896년에 도제 실시로 강원도 원주군이 되었다. 1955년 원주읍이 원주시(原州市)로 승격되고 나머지는 원성군(原城郡)이 되었다. 1989년 원성군을 다시 원주군으로 개칭하였고, 1995년 원주군이 원주시에 통합되었다.

## 인물
- 김응남(金應南, 1546년 ~ 1598년) : 1567년 생원시에 합격하고, 1568년 증광 문과에 을과로 급제해 예문관·홍문관의 정자(正字)를 역임하고, 사가독서(賜暇讀書)를 했으며 동부승지에 이르렀다. 1583년 병조판서 이이(李珥)를 탄핵한 삼사의 송응개(宋應漑)·허봉(許葑)·박근원(朴謹元) 등이 선조의 노여움으로 도리어 유배될 때 그들과 일당이라는 혐의를 받고 제주목사로 좌천되었다. 그러나 평소 이이를 존경했기 때문에 실제로 삼사의 논의에는 참여하지 않았다. 1585년 우승지로 기용되고 이어 대사헌·대사간·부제학·이조참판 등을 역임하였다. 1591년 성절사로서 명나라에 갔다. 귀국 후 한성판윤이 되었고, 다음해 1592년 임진왜란으로 왕이 피난길에 오르자 유성룡(柳成龍)의 천거로 병조판서 겸 부체찰사(兵曹判書兼副體察使)가 되었다. 이듬해 1593년 이조판서로서 왕을 따라 환도, 1594년 우의정, 1595년 좌의정이 되어 영의정 류성룡과 함께 임진왜란 후의 혼란한 정국을 안정시켰다. 1597년 정유재란 때에는 안무사로서 영남 지방에 내려갔다가, 풍기(豊基)에서 병이 위독해져서 귀경 후 사직하고 이듬 해 죽었다. 1604년 호성공신(扈聖功臣) 2등으로 원성부원군(原城府院君)에 추봉되었다. 시호는 충정(忠靖)이다.
- 김덕원(金德遠, 1634년 ~ 1704년) : 1662년(현종 3) 정시 문과에 병과로 급제하여 승문원부정자를 거쳐 사헌부지평·사간원정언을 역임하였다. 1675년(숙종 1)에 홍문록에 오르고, 사헌부장령에 임명되었다. 이어 병조참판·형조참판·한성판윤·경기감사·예조판서 등을 거쳤고, 1684년에는 사은부사로 연경에 갔다가 이듬해 돌아왔다. 기사환국으로 정권이 바뀌자 곧 우의정에 임명되어 정국을 주도했고, 인현왕후가 폐위되자 우의정을 사임하였다. 그 뒤 갑술환국으로 제주도에 유배되었다가 1711년 신원되었다.

## 분파
- 문정공파(文貞公派) : 파조 김득우(金得雨)
  - 병판공파(兵判公派) : 파조 김말손(金末孫)
    - 감찰공파(監察公派) : 파조 김안조(金安祚)
    - 찬성공파(贊成公派) : 파조 김안우(金安祐)
      - 파강공파(巴江公派) : 파조 김두남(金斗南)
        - 충양공파(忠襄公派) : 파조 김준룡(金俊龍)
        - 휴곡공파(休谷公派) : 파조 김덕원(金德遠)

      - 두암공파(斗巖公派) : 파조 김응남(金應南)
      - 부사공파(府使公派) : 파조 김기남(金起南)
- 대경공파(戴敬公派) : 파조 김연지(金連枝)

## 집성촌
- 문정공파(文貞公派) : 경기도 장단, 강원특별자치도 영월군, 경상도 문경시-(원성군계), 장단(長湍), 함경남도 문천군･안변군-(문의공계), 경기도 이천시･하남시-(현령공계)
- 병판공파(兵判公派) : 경기도 양천군, 충청남도 보령시･예산군
- 감찰공파(監察公派) : 경기도 양천군, 황해도 재령군, 충청남도 아산시
- 찬성공파(贊成公派) : 경기도 양천군, 전라북도 남원시･완주군, 전라남도 곡성군･해남군, 광주광역시 광산구, 충청남도 금산군
- 파강공파(巴江公派) : 경기도 양천군, 충청남도 보령군･예산군･공주군･서산군･당진군, 경상남도 밀양시, 전라남도 구례군, 황해도 연변
- 충양공파(忠襄公派) : 경기도 양천군
- 휴곡공파(休谷公派) : 경기도 양천군, 충청남도 당진군
- 두암공파(斗巖公派) : 경기도 양천군, 충청남도 천안시, 황해도 신천군
- 부사공파(府使公派) : 경기도 양천군, 강원특별자치도 춘천시
- 대경공파(戴敬公派) : 경기도 장단, 황해도 해주시, 인천광역시 영종도